# 佐藤満彦
佐藤 満彦（さとう みつひこ、昭和8年（1933年） - ）は、山形県鶴岡市出身の、植物学者、理学博士、東京都立大学 (1949-2011)理学部教授。

## 略歴
- 1933年 、生れる。
- 1956年、東京大学理学部植物学科を卒業し、同大学大学院に進む。
- 1962年、大学院博士課程植物生理生化学専攻 修了。理学博士号 授与。
- 1964年、東京都立大学理学部生物学教室に勤務。
- 1997年、同大学の教授を定年退職し、のちに非常勤講師となる。

## 著作物

### 著書
- 「ガリレオの就職活動 ニュートンの家計簿」中公新書 2000、講談社学術文庫 2020　ISBN 4-06-519153-X
- 「“放射能”は怖いのか　放射線生物学の基礎」文春新書 2001  ISBN 4-16-660177-6
- 「植物生理生化学入門」恒星社厚生閣 2002  ISBN 4-7699-0964-0
- 「科学史こぼれ話」恒星社厚生閣 2002  ISBN 4-7699-0966-7
- 「科学好事家列伝」リフレ出版 2006　ISBN 4-86223-051-2

### 訳著書
- 「西洋科学史・上巻」 シュテーリヒ[他]：著 1958 商工出版社
- 「西洋科学史・中巻」 シュテーリヒ[他]：著 1958 商工出版社
- 「西洋科学史・下巻」 シュテーリヒ[他]：著 1959 商工出版社
- 「社会生物学入門・下」 アラン・デール[他]：著 1961 白揚社
- 「光と緑の葉の秘密」 ヴェ・エム・クチューリン[他]：著 1964 東京図書
- 「初等生物学・第1冊」 イエ・ア・ヴェセーロフ[他]：著 1965 東京図書
- 「初等生物学・第2冊」 イエ・ア・ヴェセーロフ[他]：著 1965 東京図書
- 「初等生物学・第3冊」 イエ・ア・ヴェセーロフ[他]：著 1966 東京図書
- 「初等生物学・第4冊」 イエ・ア・ヴェセーロフ[他]：著 1966 東京図書
- 「放射線生物学入門」 グロジェンスキー[他]：著 1966 東京図書
- 「細胞の化学」 エリ・ア・ニコラーエフ[他]：著 1967 東京図書
- 「放射線生物学の話」 ヤルモネンコ[他]：著 1981 東京図書
- 「ガン治療の最前線」 ヤルモネンコ：著 1982 東京図書 ISBN 4-489-00042-1

### 博士論文
- 「フェノール配糖体アルブチンを含む諸種の植物からの葉緑体によるアルブチンの酸化について」（東京大学）